# Вилли Адлер
Вильям М. Адлер (англ. William M. Adler, родился 26 января 1976 года) — американский музыкант, известен как ритм-гитарист грув-метал-группы Lamb of God. В группе играл вместе со своим старшим братом, ударником Крисом Адлером (до ухода последнего из группы в 2019 году).

## Музыкальная карьера
Вилли Адлер присоединился к Lamb of God после того, как группу покинул гитарист Эйб Спир (Abe Spear).
Будучи самоучкой, Адлер известен своим особенным стилем игры на гитаре, который включает в себя использование необычных диссонирующих аккордов, уникальных ритмических рисунков, частое использование мизинца при зажатии аккордов и нестандартную постановку правой руки. Многие «рублёные», похожие на стаккато риффы Lamb of God исполняются именно Адлером, тогда как другой гитарист группы, Марк Мортон, играет более мелодичные риффы и соло.
Вилли Адлер является главным автором песен группы. Среди написанных им песен — «Black Label», «11th Hour», «Blood Junkie», «Hourglass», «Blood of the Scribe», «Beating on Death’s Door», «Ashes of the Wake», «Ruin» и «Again We Rise». Иногда Адлер работает в соавторстве с Марком Мортоном: например, им сочинён предшествующий гитарному соло брейкдаун в «Walk With me in Hell», а также вся песня «In Your Words» до концовки, написанной Мортоном.

## Оборудование

### Гитары
- Framus Diablo Custom
- ESP Will Adler Warbird DIST BLK
- ESP Will Adler Eclipse Camo Electric Guitar[1]

### Усилители и кабинеты
- Mesa/Boogie Mark IV Amplifier
- Mesa/Boogie 4x12 Cabinets

### Дополнительное оборудование
- 266XL Compressor/Gate
- Boss TU-2 Chromatic Tuner

## Дискография
Burn the Priest
- Legion: XX (2018)

Lamb of God
- New American Gospel (2000)
- As the Palaces Burn (2003)
- Ashes of the Wake (2004)
- Sacrament (2006)
- Wrath (2009)
- Resolution (2012)
- VII: Sturm und Drang (2015)
- Lamb of God (2020)
- Omens (2022)

### Как приглашенный участник
- Metal (Annihilator)